# Isthmian League 2019-2020
La stagione 2019-20 è stata la 105ª stagione della Isthmian League, una competizione calcistica inglese con squadre semiprofessionali e dilettanti di Londra, Inghilterra orientale e sud-orientale. Questa è stata la seconda stagione a consistere in quattro divisioni dopo che la lega ha riorganizzato l'ex South Division nelle nuove divisioni South Central e South East.
Come risultato della pandemia COVID-19, la competizione di questa stagione è stata formalmente abbandonata il 26 marzo 2020, con tutti i risultati della stagione eliminati e nessuna promozione o retrocessione in corso, da o all'interno della competizione. Il 30 marzo 2020, sessantasei club non appartenenti alla lega hanno inviato una lettera aperta alla Federcalcio chiedendo di riconsiderare la loro decisione. Un ricorso legale contro la decisione, finanziato da South Shields della Northern Premier League, è stato respinto nel giugno 2020.

## Premier Division

### Cambiamenti di squadra dalla scorsa stagione

#### Dalla Premier Division
Promosse alla National League South
- Dorking Wanderers
- Tonbridge Angels

Retrocesse alla South Central Division
- Harlow Town

Retrocesse alla South East Division
- Burgess Hill Town
- Whitehawk

#### Verso la Premier Division
Promosse dalla North Division
- Bowers & Pitsea

Promosse dalla South Central Division
- Cheshunt

Promosse dalla South East Division
- Cray Wanderers
- Horsham

Retrocesse dalla National League South
- East Thurrock Utd

### Squadre partecipanti
| Squadra              | Città                | Stadio                              | Capienza |
| -------------------- | -------------------- | ----------------------------------- | -------- |
| Bishop's Stortford   | Bishop's Stortford   | Woodside Park                       | 4525     |
| Bognor Regis Town    | Bognor Regis         | Nyewood Lane                        | 4500     |
| Bowers & Pitsea      | Pitsea               | Len Salmon Stadium                  | 2000     |
| Brightlingsea Regent | Brightlingsea        | North Road                          | 2000     |
| Carshalton Athletic  | Carshalton           | War Memorial Sports Ground          | 5000     |
| Cheshunt             | Cheshunt             | Theobalds Lane                      | 3000     |
| Corinthian Casuals   | Tolworth             | King George's Field                 | 2700     |
| Cray Wanderers       | St Mary Cray         | Hayes Lane                          | 6000     |
| East Thurrock Utd    | Corringham           | Rookery Hill                        | 4000     |
| Enfield Town         | Enfield              | Queen Elizabeth II Stadium          | 2500     |
| Folkestone Invicta   | Folkestone           | Cheriton Road                       | 4000     |
| Haringey Borough     | Tottenham            | Coles Park                          | 2500     |
| Hornchurch           | Hornchurch           | Hornchurch Stadium                  | 3500     |
| Horsham              | Horsham              | The Camping World Community Stadium | 1300     |
| Kingstonian          | Kingston upon Thames | King George's Field                 | 2700     |
| Leatherhead          | Leatherhead          | Fetcham Grove                       | 3400     |
| Lewes                | Lewes                | The Dripping Pan                    | 3000     |
| Margate              | Margate              | Hartsdown Park                      | 3000     |
| Merstham             | Merstham             | Moatside                            | 2000     |
| Potters Bar Town     | Potters Bar          | Parkfield                           | 2000     |
| Wingate & Finchley   | Finchley             | The Maurice Rebak Stadium           | 1500     |
| Worthing             | Worthing             | Woodside Road                       | 4000     |

### Classifica finale
|  | Pos. | Squadra              | Pt | G  | V  | N  | P  | GF | GS | DR  |
|  | ---- | -------------------- | -- | -- | -- | -- | -- | -- | -- | --- |
|  | 1.   | Worthing             | 71 | 34 | 21 | 8  | 5  | 72 | 41 | +31 |
|  | 2.   | Cray Wanderers       | 64 | 33 | 18 | 10 | 5  | 63 | 45 | +18 |
|  | 3.   | Carshalton Athletic  | 63 | 35 | 18 | 9  | 8  | 59 | 38 | +21 |
|  | 4.   | Hornchurch           | 62 | 33 | 17 | 11 | 5  | 62 | 28 | +34 |
|  | 5.   | Folkestone Invicta   | 62 | 32 | 18 | 8  | 6  | 60 | 34 | +26 |
|  | 6.   | Horsham              | 57 | 33 | 17 | 6  | 10 | 51 | 35 | +16 |
|  | 7.   | Enfield Town         | 56 | 32 | 16 | 8  | 8  | 61 | 51 | +10 |
|  | 8.   | Bognor Regis Town    | 53 | 32 | 16 | 5  | 11 | 58 | 46 | +12 |
|  | 9.   | Leatherhead          | 52 | 31 | 15 | 7  | 9  | 48 | 42 | +6  |
|  | 10.  | Kingstonian          | 47 | 31 | 11 | 14 | 6  | 42 | 36 | +6  |
|  | 11.  | East Thurrock Utd    | 46 | 30 | 14 | 4  | 12 | 47 | 40 | +7  |
|  | 12.  | Margate              | 46 | 33 | 11 | 10 | 12 | 47 | 54 | -7  |
|  | 13.  | Potters Bar Town     | 41 | 32 | 11 | 8  | 13 | 47 | 56 | -9  |
|  | 14.  | Bowers & Pitsea      | 40 | 46 | 11 | 7  | 15 | 49 | 42 | +7  |
|  | 15.  | Haringey Borough     | 39 | 30 | 11 | 6  | 13 | 44 | 47 | -3  |
|  | 16.  | Lewes                | 31 | 34 | 8  | 7  | 19 | 35 | 55 | -20 |
|  | 17.  | Bishop's Stortford   | 28 | 32 | 8  | 4  | 20 | 37 | 63 | -26 |
|  | 18.  | Cheshunt             | 27 | 31 | 8  | 3  | 20 | 39 | 59 | -20 |
|  | 19.  | Corinthian Casuals   | 26 | 31 | 6  | 8  | 17 | 33 | 44 | -11 |
|  | 20.  | Wingate & Finchley   | 25 | 33 | 5  | 10 | 18 | 34 | 58 | -24 |
|  | 21.  | Merstham             | 25 | 33 | 6  | 7  | 20 | 34 | 70 | -36 |
|  | 22.  | Brightlingsea Regent | 25 | 34 | 5  | 10 | 19 | 24 | 62 | -38 |

## North Division

### Cambiamenti di squadra dalla scorsa stagione

#### Dalla North Division
Promosse alla Premier Division
- Bowers & Pitsea

Trasferite alla Division One Central
- Barking

Retrocesse alla Eastern Counties League
- Mildenhall Town

#### Verso la North Division
Promosse dalla Eastern Counties League
- Histon

Promosse dalla Essex Senior League
- Hullbridge Sports

Trasferite dalla Southern Football League
- Cambridge City

### Squadre partecipanti
| Squadra                    | Città                | Stadio                     | Capienza |
| -------------------------- | -------------------- | -------------------------- | -------- |
| Sudbury                    | Sudbury              | King's Marsh               | 2500     |
| Aveley                     | Aveley               | Parkside                   | 3500     |
| Basildon Utd               | Basildon             | Gardiners Close            | 2000     |
| Brentwood Town             | Brentwood            | The Brentwood Centre Arena | 1800     |
| Bury Town                  | Bury St Edmunds      | Ram Meadow                 | 3500     |
| Cambridge City             | Cambridge            | Bridge Road                | 2000     |
| Canvey Island              | Canvey Island        | Park Lane                  | 4500     |
| Coggeshall Town            | Coggeshall           | West Street                | 2000     |
| Dereham Town               | Dereham              | Aldiss Park                | 3000     |
| Felixstowe & Walton United | Felixstowe           | Dellwood Avenue            | 2000     |
| Grays Athletic             | Grays                | Parkside                   | 3500     |
| Great Wakering Rovers      | Great Wakering       | Burroughs Park             | 2500     |
| Heybridge Swifts           | Heybridge            | Scraley Road               | 3000     |
| Histon                     | Histon and Impington | Bridge Road                | 4300     |
| Hullbridge Sports          | Hullbridge           | Lower Road                 | 1500     |
| Maldon & Tiptree           | Maldon               | Wallace Binder Ground      | 2000     |
| Romford                    | Romford              | The Brentwood Centre Arena | 3500     |
| Soham Town Rangers         | Soham                | Julius Martin Lane         | 2000     |
| Tilbury                    | Tilbury              | Chadfields                 | 4000     |
| Witham Town                | Witham               | Spa Road                   | 2500     |

### Classifica finale
|  | Pos. | Squadra                    | Pt  | G  | V  | N  | P  | GF | GS | DR  |
|  | ---- | -------------------------- | --- | -- | -- | -- | -- | -- | -- | --- |
|  | 1.   | Maldon & Tiptree           | 65* | 26 | 22 | 2  | 2  | 65 | 20 | +45 |
|  | 2.   | Bury Town                  | 52  | 31 | 15 | 7  | 9  | 49 | 41 | +8  |
|  | 3.   | Aveley                     | 51  | 26 | 14 | 9  | 3  | 66 | 31 | +35 |
|  | 4.   | Heybridge Swifts           | 51  | 30 | 15 | 6  | 9  | 54 | 43 | +11 |
|  | 5.   | Tilbury                    | 50  | 27 | 15 | 5  | 7  | 49 | 30 | +19 |
|  | 6.   | Coggeshall Town            | 46  | 26 | 12 | 10 | 4  | 40 | 24 | +16 |
|  | 7.   | Great Wakering Rovers      | 43  | 28 | 13 | 4  | 11 | 45 | 36 | +9  |
|  | 8.   | Dereham Town               | 41  | 29 | 11 | 8  | 10 | 52 | 43 | +9  |
|  | 9.   | Cambridge City             | 39  | 28 | 12 | 3  | 13 | 42 | 39 | +3  |
|  | 10.  | Canvey Island              | 38  | 27 | 11 | 5  | 11 | 49 | 54 | -5  |
|  | 11.  | AFC Sudbury                | 37  | 26 | 11 | 4  | 11 | 42 | 42 | 0   |
|  | 12.  | Histon                     | 36  | 28 | 10 | 6  | 12 | 40 | 53 | -13 |
|  | 13.  | Soham Town Rangers         | 34  | 28 | 10 | 4  | 14 | 41 | 47 | -6  |
|  | 14.  | Grays Athletic             | 31  | 29 | 9  | 4  | 16 | 41 | 47 | -6  |
|  | 15.  | Witham Town                | 29  | 28 | 8  | 5  | 15 | 36 | 63 | -27 |
|  | 16.  | Hullbridge Sports          | 28  | 27 | 7  | 7  | 13 | 33 | 53 | -20 |
|  | 17.  | Brentwood Town             | 27  | 29 | 7  | 6  | 16 | 41 | 54 | -13 |
|  | 18.  | Felixstowe & Walton United | 25  | 29 | 6  | 7  | 16 | 40 | 62 | -22 |
|  | 19.  | Romford                    | 24  | 25 | 7  | 3  | 15 | 41 | 66 | -25 |
|  | 20.  | Basildon Town              | 23  | 25 | 6  | 5  | 14 | 29 | 47 | -18 |

- Maldon & Tiptree sono stati penalizzati di tre punti per aver schierato un giocatore non idoneo contro il Soham Town Rangers il 17 agosto.

## South Central Division

### Cambiamenti di squadra dalla scorsa stagione

#### Dalla South Central Division
Promosse alla Premier Division
- Cheshunt

Trasferite alla Southern Football League
- Hayes & Yeading Utd

Retrocesse alla Combined Counties League
- Egham Town
- Molesey

#### Verso la South Central Division
Promosse dalla Combined Counties League
- Chertsey Town

Trasferite alla Division One North
- Barking

Retrocesse dalla Premier Division
- Harlow Town

Retrocesse dalla Southern Football League
- Staines Town

### Squadre partecipanti
| Squadra                  | Città               | Stadio                       | Capienza |
| ------------------------ | ------------------- | ---------------------------- | -------- |
| Ashford Town             | Stanwell            | Robert Parker Stadium        | 2550     |
| Barking                  | Barking             | Mayesbrook Park              | 2500     |
| Bedfont Sports           | Bedfont             | Bedfont Recreation Ground    | 3000     |
| Bracknell Town           | Bracknell           | The Brentwood Centre Arena   | 2500     |
| Chalfont St Peter        | Chalfont St Peter   | Mill Meadow                  | 1500     |
| Chertsey Town            | Chertsey            | Alwyns Lane                  | 2500     |
| Chipstead                | Chipstead           | High Road                    | 2000     |
| FC Romania               | Cheshunt            | Cheshunt Stadium             | 3000     |
| Hanwell Town             | Perivale            | Reynolds Field               | 3000     |
| Harlow Town              | Harlow              | The Harlow Arena             | 3500     |
| Hertford Town            | Hertford            | Hertingfordbury Park         | 6500     |
| Marlow                   | Marlow              | Alfred Davis Memorial Ground | 3000     |
| Northwood                | Northwood           | Northwood Park               | 3075     |
| South Park               | Reigate             | King George's Field          | 2000     |
| Staines Town             | Staines-upon-Thames | Wheatsheaf Park              | 3000     |
| Tooting & Mitcham United | Mitcham             | Imperial Fields              | 3500     |
| Uxbridge                 | West Drayton        | Honeycroft                   | 3770     |
| Waltham Abbey            | Waltham Abbey       | Capershotts                  | 3500     |
| Ware                     | Ware                | Wodson Park                  | 3300     |
| Westfield                | Woking              | Woking Park                  | 1000     |

### Classifica finale
|  | Pos. | Squadra                  | Pt | G  | V  | N  | P  | GF | GS | DR  |
|  | ---- | ------------------------ | -- | -- | -- | -- | -- | -- | -- | --- |
|  | 1.   | Ware                     | 64 | 30 | 19 | 7  | 4  | 81 | 44 | +37 |
|  | 2.   | Hanwell Town             | 58 | 28 | 17 | 7  | 4  | 72 | 32 | +40 |
|  | 3.   | Uxbridge                 | 55 | 29 | 16 | 7  | 6  | 59 | 35 | +24 |
|  | 4.   | Chertsey Town            | 52 | 28 | 15 | 7  | 6  | 74 | 40 | +34 |
|  | 5.   | Westfield                | 52 | 28 | 15 | 7  | 6  | 65 | 32 | +33 |
|  | 6.   | Bracknell Town           | 50 | 26 | 15 | 5  | 6  | 63 | 33 | +30 |
|  | 7.   | Waltham Abbey            | 50 | 29 | 15 | 5  | 9  | 68 | 52 | +16 |
|  | 8.   | Tooting & Mitcham United | 47 | 27 | 14 | 5  | 8  | 53 | 29 | +24 |
|  | 9.   | Barking                  | 46 | 29 | 14 | 4  | 11 | 51 | 45 | +6  |
|  | 10.  | Chipstead                | 45 | 28 | 13 | 6  | 9  | 53 | 40 | +13 |
|  | 11.  | Marlow                   | 43 | 28 | 11 | 10 | 7  | 39 | 30 | +9  |
|  | 12.  | Bedfont Sports           | 39 | 29 | 10 | 9  | 10 | 42 | 44 | -2  |
|  | 13.  | Chalfont St Peter        | 37 | 30 | 10 | 7  | 13 | 45 | 59 | -14 |
|  | 14.  | Harlow Town              | 34 | 29 | 10 | 4  | 15 | 42 | 57 | -15 |
|  | 15.  | South Park               | 27 | 26 | 6  | 9  | 11 | 37 | 52 | -15 |
|  | 16.  | Hertford Town            | 22 | 29 | 6  | 4  | 19 | 39 | 81 | -42 |
|  | 17.  | Ashford Town             | 20 | 29 | 5  | 5  | 19 | 30 | 70 | -40 |
|  | 18.  | Northwood                | 20 | 29 | 6  | 2  | 21 | 34 | 81 | -47 |
|  | 19.  | FC Romania               | 16 | 28 | 4  | 4  | 20 | 35 | 84 | -49 |
|  | 20.  | Staines Town             | 14 | 29 | 2  | 8  | 19 | 39 | 81 | -42 |

## South East Division

### Cambiamenti di squadra dalla scorsa stagione

#### Dalla South East Division
Promosse alla Premier Division
- Cray Wanderers
- Horsham

Retrocesse alla Southern Counties East League
- Greenwich Borough

Club falliti durante la stagione precedente
- Thamesmead Town

#### Verso la South East Division
Promosse dalla Southern Combination League
- Chichester City

Promosse dalla Southern Counties East League
- Cray Valley Paper Mills

Retrocesse dalla Premier Division
- Burgess Hill Town
- Whitehawk

### Squadre partecipanti
| Squadra                 | Città          | Stadio                | Capienza |
| ----------------------- | -------------- | --------------------- | -------- |
| Ashford Utd             | Ashford        | The Homelands         | 3200     |
| Burgess Hill Town       | Burgess Hill   | Leylands Park         | 2500     |
| Chichester City         | Chichester     | Oaklands Park         | 2000     |
| Cray Valley Paper Mills | Eltham         | Badgers Sports Ground | 1000     |
| East Grinstead Town     | East Grinstead | East Court            | 1500     |
| Faversham Town          | Faversham      | Salters Lane          | 2000     |
| Guernsey                | Guernsey       | Footes Lane           | 5000     |
| Hastings Utd            | Hastings       | The Pilot Field       | 4050     |
| Haywards Heath Town     | Haywards Heath | Hanbury Park          | 2000     |
| Herne Bay               | Herne Bay      | Winch's Field         | 4000     |
| Hythe Town              | Hythe          | Reachfields Stadium   | 3000     |
| Phoenix Sports          | Barnehurst     | Victory Road          | 2000     |
| Ramsgate                | Ramsgate       | Southwood Stadium     | 2500     |
| Sevenoaks Town          | Sevenoaks      | Greatness Park        | 1000     |
| Sittingbourne           | Sittingbourne  | Woodstock Park        | 3000     |
| Three Bridges           | Crawley        | Jubilee Field         | 1500     |
| VCD Athletic            | Crayford       | Oakwood               | 1400     |
| Whitehawk               | Brighton       | The Enclosed Ground   | 3126     |
| Whitstable Town         | Whitstable     | The Belmont Ground    | 3000     |
| Whyteleafe              | Whyteleafe     | Church Road           | 2000     |

### Classifica finale
|  | Pos. | Squadra                 | Pt | G  | V  | N | P  | GF | GS | DR  |
|  | ---- | ----------------------- | -- | -- | -- | - | -- | -- | -- | --- |
|  | 1.   | Hastings Utd            | 62 | 28 | 18 | 8 | 2  | 53 | 21 | +32 |
|  | 2.   | Ashford Utd             | 59 | 30 | 19 | 2 | 9  | 75 | 41 | +34 |
|  | 3.   | Cray Valley Paper Mills | 57 | 28 | 17 | 6 | 5  | 53 | 29 | +24 |
|  | 4.   | Whitehawk               | 56 | 28 | 16 | 8 | 4  | 61 | 33 | +28 |
|  | 5.   | Herne Bay               | 51 | 28 | 15 | 6 | 7  | 53 | 40 | +13 |
|  | 6.   | Chichester City         | 45 | 25 | 13 | 6 | 6  | 46 | 34 | +12 |
|  | 7.   | Whyteleafe              | 45 | 28 | 13 | 6 | 9  | 47 | 40 | +7  |
|  | 8.   | VCD Athletic            | 42 | 30 | 12 | 6 | 12 | 48 | 53 | -5  |
|  | 9.   | Phoenix Sports          | 41 | 27 | 13 | 2 | 12 | 46 | 40 | +6  |
|  | 10.  | Sevenoaks Town          | 41 | 29 | 11 | 8 | 10 | 43 | 37 | +6  |
|  | 11.  | Hythe Town              | 40 | 29 | 11 | 7 | 11 | 34 | 37 | -3  |
|  | 12.  | Haywards Heath Town     | 39 | 27 | 10 | 9 | 8  | 37 | 33 | +4  |
|  | 13.  | Guernsey                | 36 | 28 | 9  | 9 | 10 | 39 | 47 | -8  |
|  | 14.  | Whitstable Town         | 35 | 28 | 9  | 8 | 11 | 38 | 41 | -3  |
|  | 15.  | Burgess Hill Town       | 31 | 27 | 9  | 4 | 14 | 47 | 60 | -13 |
|  | 16.  | Sittingbourne           | 28 | 29 | 8  | 4 | 17 | 31 | 42 | -11 |
|  | 17.  | Faversham Town          | 28 | 30 | 7  | 7 | 16 | 30 | 51 | -21 |
|  | 18.  | Ramsgate                | 20 | 30 | 4  | 8 | 18 | 35 | 68 | -33 |
|  | 19.  | Three Bridges           | 18 | 29 | 5  | 3 | 21 | 35 | 68 | -33 |
|  | 20.  | East Grinstead Town     | 10 | 26 | 1  | 7 | 18 | 25 | 61 | -36 |